# Jinzhou (Liaoning)
Jinzhou (forenklet kinesisk: 锦州; traditionel kinesisk: 錦州; pinyin: Jǐnzhōu; Wade-Giles: Chǐn-chōu), tidligere Jehol eller Johol, er en by på præfekturniveau i provinsen Liaoning i det nordlige Kina. Den er en vigtig havneby og ligger ved Bohaihavet og det Gule Hav. Præfekturet har et areal på 10,111 km2 og en befolkning på 3.070.000 mennesker, hvoraf 776.000 bor i byområdet (2004). 

## Historie
Jinzhou var en gang en strategisk militærby i Liaoxipassagen. 
Den vant en tragisk berømmelse tidlig i 1930'erne, i forbindelse med Japans ekspansion i det nordlige Kina. Den japanske hær indtog byen, som da havde omkring 100.000 indbyggere, i januar 1932 efter hårde kampe. Jinzhou var strategisk vigtig, og kampene der spillede en vigtig rolle for japanernes overtagelse af kontrollen over Manchuriet. Dens erobring blev et af ankepunkterne fra USAs side overfor Japan, og blev på den vis en af markørene langs den vej som skulle føre frem til det japanske angreb på Pearl Harbor i 1941. 
Da japanerne indledte sit angreb på kinesiske styrker i Manchuriet i september 1931, blev «den unge marskalk», Chang Hsueh-liang, nødt til at rømme sin hovedstad Mukden (Shenyang). Han tog en del af sine 200.000 soldater mod syd til Jinzhou, som blev hans nye hovedkvarter. I et af de første sådanne angreb i krigshistorien gennemførte japanerne bombeangreb mod byen fra luften. Da de derefter rykkede ind i byen, gennemførte de omfattende hærgen, drab og plyndringer. 

## Administrative enheder
Bypræfekturet Jinzhou har jurisdiktion over 3 distrikter (区 qū), 2 byamter (市 shì), 2 amter (县 xiàn) og en speciel udviklingszone.
| Kort                   | Kort                                              | Kort                | Kort                          | Kort                   | Kort        | Kort      |
| ---------------------- | ------------------------------------------------- | ------------------- | ----------------------------- | ---------------------- | ----------- | --------- |
| Kort over Jinzhou      |                                                   |                     |                               |                        |             |           |
| #                      | Navn                                              | Hanzi               | Pinyin                        | Befolkning (2003 est.) | Areal (km²) | Indb./km² |
| Distrikter             |                                                   |                     |                               |                        |             |           |
| 1                      | Taihe                                             | 太和区              | Tàihé Qū                      | 210.000                | 459         | 458       |
| 2                      | Guta                                              | 古塔区              | Gǔtǎ Qū                       | 240.000                | 28          | 8 571     |
| 3                      | Linghe                                            | 凌河区              | Línghé Qū                     | 420.000                | 48          | 8.750     |
| Byamter                |                                                   |                     |                               |                        |             |           |
| 4                      | Linghai                                           | 凌海市              | Línghǎi Shì                   | 600.000                | 2.862       | 210       |
| 5                      | Beizhen                                           | 北镇市              | Běizhèn Shì                   | 530.000                | 1.782       | 297       |
| Amter                  |                                                   |                     |                               |                        |             |           |
| 6                      | Heishan                                           | 黑山县              | Hēishān Xiàn                  | 630.000                | 2.436       | 259       |
| 7                      | Yi                                                | 义县                | Yì Xiàn                       | 440.000                | 2.496       | 176       |
| Spesiel udviklingszone |                                                   |                     |                               |                        |             |           |
| 8                      | Jinzhou økonomiske og teknologiske udviklingszone | 锦州经济 技术开发区 | Jǐnzhōu Jīngjì Jìshù Kāifā Qū |                        |             |           |

## Trafik
Jinzhou er stoppested på den jernbanelinen Jinghabanen som løber fra Beijing til Harbin via blandt andet Tianjin, Tangshan, Shenyang og Changchun. 
Kinas rigsvej 102 løber gennem området. Den begynder i Beijing og fører gennem provinserne Hebei, Liaoning, Jilin og Heilongjiang. Den passerer byerne Qinhuangdao, Shenyang og Changchun undervejs til Harbin.
41°6′48.61″N 121°8′9.95″Ø / 41.1135028°N 121.1360972°Ø